# Série de pièces américaines de 1 dollar des présidents des États-Unis
La série de pièces américaines de 1 dollar des présidents des États-Unis est une série de pièces de 1 dollar dont l'avers est gravé de portraits en relief des présidents des États-Unis et le revers de la statue de la Liberté.
De 2007 à 2011, des pièces de 1 dollar présidentiel sont frappées en grand nombre pour la circulation, ce qui entraîne la constitution d'un stock important de pièces inutilisées. De 2012 à 2016, les nouvelles pièces de la série sont frappées uniquement pour les collectionneurs.
La loi précise que pour qu'un ancien président soit honoré, il doit être décédé depuis au moins deux ans avant l'émission. Par conséquent, les anciens présidents George H. W. Bush, Jimmy Carter, Bill Clinton, George W. Bush et le président en exercice Barack Obama n'ont pas eu droit à l'émission d'une pièce d'un dollar en leur honneur lorsque la série prend fin en 2016, après avoir honoré Ronald Reagan, le dernier président à avoir eu droit à une pièce.
Une nouvelle pièce, conçue par Elana Hagler, est mise en circulation le 4 décembre 2020 en l'honneur de George H. W. Bush, décédé après la fin du programme initial.

## Histoire législative
Le Presidential $1 Coin Act of 2005 est introduit le 17 mai 2005 par le sénateur John E. Sununu avec plus de 70 co-sponsors. Elle fait l'objet d'un rapport favorable de la part de la commission des banques, du logement et des affaires urbaines du Sénat américain, sans amendement, le 29 juillet 2005. Le Sénat l'adopte avec un amendement technique, par consentement unanime, le 18 novembre 2005. La Chambre des représentants l'adopte (291-113) le 13 décembre 2005 — un projet de loi similaire, H.R. 902, avait déjà été adopté par la Chambre, mais c'est le projet de loi du Sénat qui a été adopté par les deux chambres. Le projet de loi est présenté au président George W. Bush le 15 décembre 2005, qui le promulgue le 22 décembre 2005.

## Détails du programme
Le programme débute le 1er janvier 2007 et, à l'instar du programme des quarts de dollar des 50 États, il n'est pas prévu qu'il s'achève tant que tous les sujets éligibles ne sont pas honorés. Le programme prévoit l'émission de quatre pièces par an, représentant chacune un président sur l'avers, en émettant une pièce pendant trois mois avant de passer au président suivant dans l'ordre chronologique de leur mandat. Pour être éligible, un président doit être décédé depuis au moins deux ans au moment de la frappe de la pièce. La Monnaie des États-Unis baptise ce programme Presidential $1 Coin Program (programme de pièces de 1 dollar présidentielles),.
Le revers des pièces comporte la statue de la Liberté, l'inscription « 1 dollar » et l'inscription « UNITED STATES OF AMERICA », dans la police de caractères ITC Benguiat. L'année de frappe ou d'émission de la pièce, le différent, treize étoiles et la légende « E pluribus unum » sont inscrites sur la tranche de la pièce dans la disposition suivante : ★★★★★★★★★★ (année de frappe) (différent) ★★★★ E PLURIBUS UNUM ; avant 2009, « In God We Trust » fait également partie du lettrage de la tranche. La légende « Liberty » est totalement absente de la pièce, car il est décidé que l'image de la statue de la Liberté au revers de la pièce suffit à transmettre le message de liberté. Le texte de la loi ne précise pas la couleur des pièces, mais selon la Monnaie américaine, « les spécifications seront identiques à celles utilisées pour l'actuel Golden dollar ». La première pièce, George Washington, est mise à la disposition du public le 15 février 2007, en l'honneur de l'anniversaire de Washington, célébré le 19 février,.
C'est la première fois depuis la pièce de 20 dollars Saint-Gaudens (1907-1933) que les États-Unis émettent une pièce avec un lettrage sur tranche pour la circulation. Le marquage des pièces sur la tranche remonte aux années 1790. Ce procédé est  mis en place pour décourager le rasage des tranches des pièces d'or, une pratique qui est utilisée pour tromper les bénéficiaires. En décembre 2007, le Congrès adopte le projet de loi In God We Trust sur l'avers ou le revers des pièces. C'est ce même projet de loi qui crée un programme comprenant des pièces de 25 cents pour Washington, D.C., Porto Rico, les îles Mariannes du Nord, Guam, les îles Vierges américaines et les Samoa américaines.
La pièce est introduite en raison de l'échec du dollar Sacagawea, qui ne réussit pas à se répandre aux États-Unis. Elle répond au besoin du secteur privé de disposer d'une pièce d'un dollar et espère que l'attrait d'un changement de dessin augmente la demande du public pour de nouvelles pièces (le public ayant généralement bien réagi au programme des 50 États). Le programme vise également à sensibiliser le public aux présidents du pays et à leur histoire. Si les pièces ne sont pas appréciées du grand public, la Monnaie espère que les collectionneurs seraient aussi intéressés par les dollars que par les State Quarters, qui ont généré environ 6,3 milliards de dollars de seigneuriage (c'est-à-dire la différence entre la valeur faciale des pièces et le coût de leur production) entre janvier 1999 et décembre 2008.

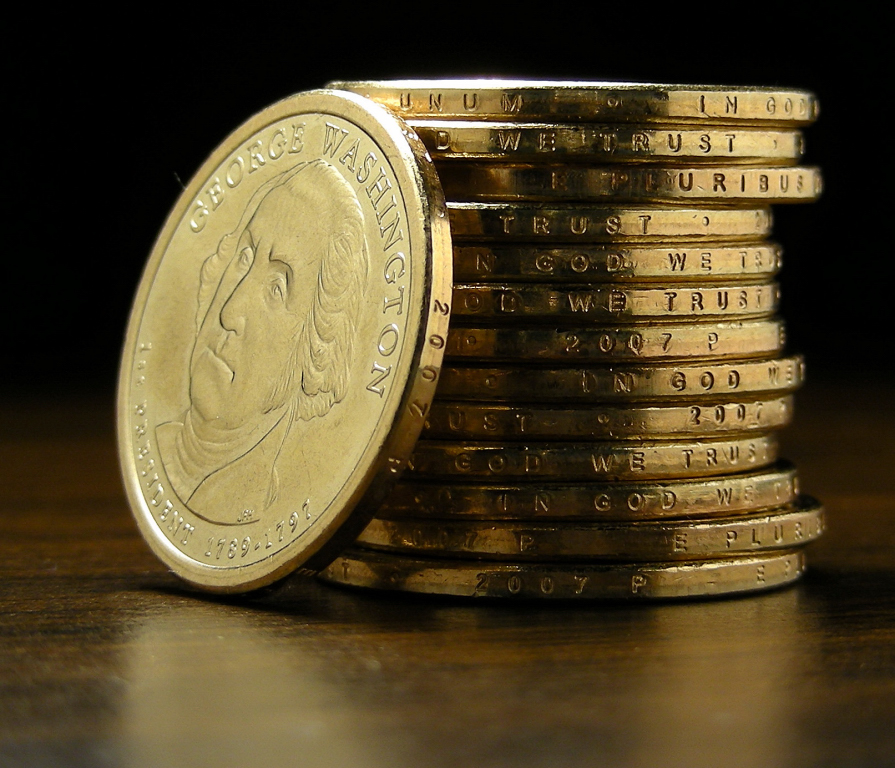
Pile montrant le lettrage des tranches.

Contrairement au programme State Quarter et à la série de nickel Westward Journey, qui suspendent l'émission de la pièce en cours, la loi demande à la Monnaie de continuer à émettre des dollars Sacagawea au cours de la série présidentielle,,. La loi stipule qu'au moins un dollar sur trois émis doit être un dollar Sacagawea. En outre, le dessin de Sacagawea doivent être maintenu après la fin du programme des pièces présidentielles.
Toutefois, les responsables de la Réserve fédérale indiquent au Congrès que « si le programme présidentiel ne stimule pas une demande transactionnelle substantielle pour les pièces d'un dollar, l'obligation pour la Monnaie de produire néanmoins des dollars Sacagawea entraînerait des coûts pour le contribuable sans aucun avantage compensatoire ». Dans ce cas, la Réserve fédérale indique qu'elle « recommanderait vivement au Congrès de réévaluer l'exigence d'un tiers ». L'exigence d'un tiers est ensuite remplacée par celle d'un cinquième dans le cadre du Native American $1 Coin Act, adopté le 20 septembre 2007.
Les versions précédentes de la loi prévoient de retirer de la circulation les pièces émises avant le dollar Sacagawea, notamment le dollar Susan B. Anthony, mais la version de la loi qui est adoptée charge simplement le secrétaire au Trésor d'étudier la question et de faire rapport au Congrès. La loi exige que les agences du gouvernement fédéral (y compris le service postal des États-Unis), les entreprises opérant sur des propriétés fédérales et les systèmes de transport en commun financés par le gouvernement fédéral acceptent et distribuent des pièces d'un dollar, et qu'ils affichent des panneaux indiquant que c'est le cas.

### Erreurs de frappe
Le 8 mars 2007, la Monnaie des États-Unis annonce que le 15 février 2007, un nombre indéterminé de pièces de 1 dollar du président George Washington ont été mises en circulation sans leurs inscriptions légales sur la tranche. Ron Guth, du Professional Coin Grading Service, estime qu'au moins 50 000 pièces sont mises en circulation sans les inscriptions. La première pièce de ce type découverte est vendue sur eBay pour 600 dollars, tandis que les suivantes se vendent entre 40 et 60 dollars à la fin du mois de mars 2007,. L'une des inscriptions manquantes sur les pièces étant la devise In God We Trust, certains articles sur le sujet les ont appelées Godless dollars, littéralement, « dollar sans dieu ». De faux Godless dollars sont fabriqués avec les lettres de la tranche enlevées à la lime.
Par ailleurs, des dollars présidentiels John Adams sont découverts avec des bords lisses. Ils sont moins nombreux que les dollars à tranche lisse de George Washington, ce qui les rend plus rares et donc plus chers. Une erreur plus fréquente dans le lettrage de la tranche du dollar John Adams est une pièce dont le lettrage est doublé. Cette erreur se produit lorsqu'une pièce passe deux fois dans la machine de gravure. La plupart des exemples de ces dollars proviennent de la Monnaie de Philadelphie — les pièces de la Monnaie de Denver sont relativement rares. Il existe deux variétés de dollars John Adams : une avec les deux inscriptions dans la même direction, appelées « overlapped (chevauché, superposé), et l'autre avec les deux inscriptions dans des directions opposées, c'est-à-dire inversées ou à l'envers l'une par rapport à l'autre, appelées inverted,.
Début mars 2007, un couple du Colorado trouve une pièce d'un dollar qui n'avait pas été frappée, il manquait le portrait du président et la statue de la Liberté, mais qui présentait un lettrage sur le bord.
Sur certaines pièces, les mots de la bordure sont frappés à l'envers (le président étant tourné vers le haut). Il ne s'agit pas d'erreurs de frappe, mais plutôt d'une variation créée par le processus de frappe. Ces pièces frappées à l'envers sont vendues sur des sites de vente aux enchères comme eBay et Amazon à des prix supérieurs à leur valeur nominale, bien qu'elles représentent environ 50 % des émissions.

### Stockage et suspension de la production

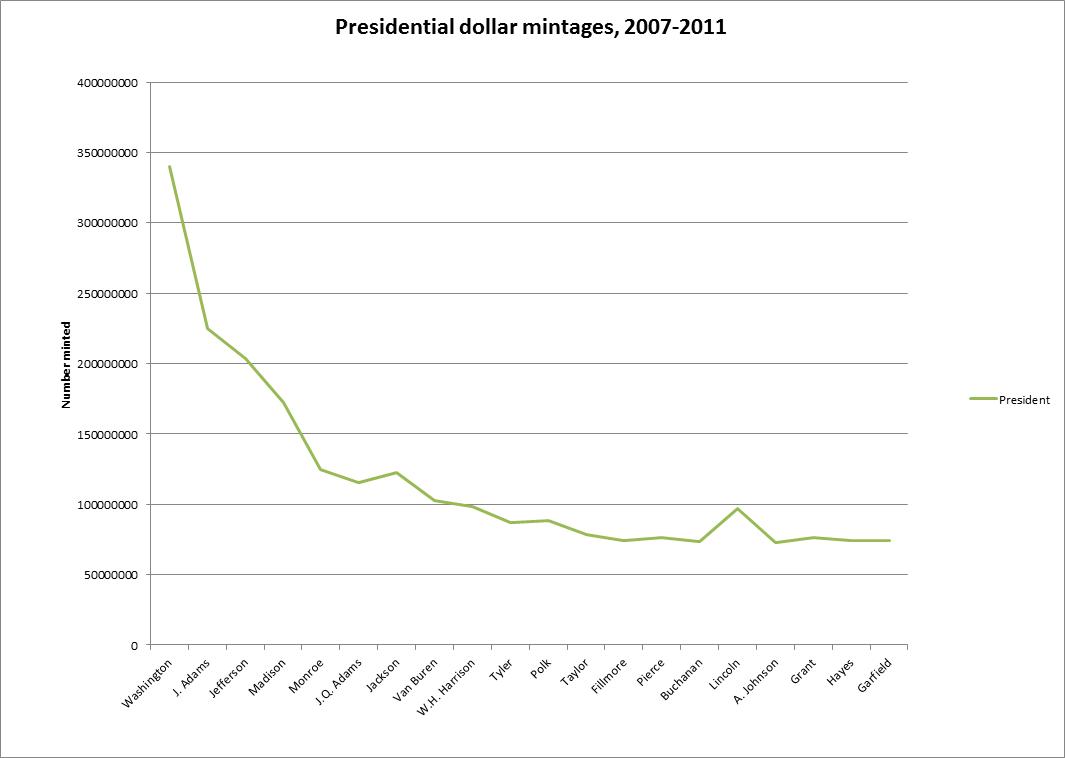
Un graphique montrant les tirages des émissions frappées entre 2007 et 2011.

En 2011, 1,4 milliard de pièces de 1 dollar brillant universel sont stockées. Cette quantité de pièces, posées à plat, peut aller de Los Angeles à Chicago. En 2016, ce chiffre aurait pu atteindre deux milliards si la frappe n'avait pas changé.
La députée Jackie Speier de Californie fait circuler une lettre recommandant aux États-Unis de ne plus produire de pièces d'un dollar. Elle prévoit de présenter un projet de loi demandant l'arrêt immédiat de tous les programmes de pièces d'un dollar.
Le Government Accountability Office des États-Unis déclare que l'abandon du billet d'un dollar au profit d'une pièce d'un dollar permettrait au gouvernement américain d'économiser environ 5,5 milliards de dollars sur une période de 30 ans.
Le 13 décembre 2011, le vice-président Joe Biden et le secrétaire au Trésor Timothy Geithner annoncent la suspension de la frappe des pièces présidentielles d'un dollar destinées à la circulation. Les futures pièces du programme, à commencer par celles de Chester A. Arthur, sont émises en quantités réduites, uniquement pour les collectionneurs,. On passe ainsi d'une frappe d'environ 75 millions pour la pièce consacrée à James A. Garfield en 2011 à environ 10 millions pour celle dédiée à Chester A. Arthur en 2012.

### La fin du programme
La loi précise que pour qu'un ancien président soit honoré, il doit être décédé depuis au moins deux ans avant l'émission. Par conséquent, les anciens présidents George H. W. Bush, Jimmy Carter, Bill Clinton, George W. Bush et le président en exercice d'alors, Barack Obama n'ont pas droit à l'émission d'une pièce en leur honneur lorsque la série prend fin en 2016, après avoir honoré Ronald Reagan, le dernier président à avoir droit à une pièce,.
Le programme ayant pris fin, la production de pièces pour les présidents qui n'ont pas encore été honorés nécessite une nouvelle loi du Congrès. Le 12 février 2019, le sénateur John Cornyn présente un projet de loi autorisant l'émission d'un dollar présidentiel en l'honneur de George H. W. Bush et d'une pièce d'or en l'honneur de Barbara Bush, qui est promulguée par le président Donald Trump le 28 janvier 2020,.

## Caractéristiques
Le revers des pièces, ainsi que les dimensions, sont identiques pour toute la série et représentent la statue de la Liberté. Seul l'avers change pour chaque président,.
| Revers | Description           | Valeur | Diamètre | Poids  | Épaisseur | Métaux                                            | Tranche |
| ------ | --------------------- | ------ | -------- | ------ | --------- | ------------------------------------------------- | --- |
|        | Statue de la Liberté, | $ 1,00 | 26,50 mm | 8,10 g | 2,00 mm   | Cuivre 77 %, Zinc 12 %, Manganèse 7 %, Nickel 4 % | Lisse avec des inscriptions en creux : 2007-2008 : E PLURIBUS UNUM • IN GOD WE TRUST • 2007 P Depuis 2009 : 2009 D ★★★ E PLURIBUS UNUM ★★★★★★★★★★ |

## Dessin par président
L'avers des pièces comprend le nom du président, le numéro d'ordre de son mandat accompagné de l'inscription PRESIDENT ainsi que les années du mandat. À partir de 2009, l'inscription IN GOD WE TRUST, qui se trouvait sur la tranche, passe sur l'avers, avant le numéro d'ordre du mandat.
| Ordre d'émission | Ordre du mandat | Président               | Date d'émission  | Frappe (en milliers) | Avers                     | Dates du mandat |
| ---------------- | --------------- | ----------------------- | ---------------- | -------------------- | ------------------------- | --------------- |
| 1                | 1               | George Washington,      | 15 février 2007  | 340 360              | Washington dollar         | 1789 – 1797     |
| 2                | 2               | John Adams,             | 17 mai 2007      | 224 560              | John Adams dollar         | 1797 – 1801     |
| 3                | 3               | Thomas Jefferson,       | 16 août 2007     | 203 610              | Jefferson dollar          | 1801 – 1809     |
| 4                | 4               | James Madison,          | 15 novembre 2007 | 172 640              | Madison dollar            | 1809 – 1817     |
| 5                | 5               | James Monroe,           | 14 février 2008  | 124 490              | Monroe dollar             | 1817 – 1825     |
| 6                | 6               | John Quincy Adams,      | 15 mai 2008      | 115 260              | John Quincy Adams dollar  | 1825 – 1829     |
| 7                | 7               | Andrew Jackson,         | 14 août 2008     | 122 250              | Jackson dollar            | 1829 – 1837     |
| 8                | 8               | Martin Van Buren,       | 13 novembre 2008 | 102 480              | Van Buren dollar          | 1837 – 1841     |
| 9                | 9               | William Henry Harrison, | 19 février 2009  | 98 420               | Harrison dollar           | 1841            |
| 10               | 10              | John Tyler,             | 21 mai 2009      | 87 080               | Tyler dollar              | 1841 – 1845     |
| 11               | 11              | James K. Polk,          | 20 août 2009     | 88 340               | Polk dollar               | 1845 – 1849     |
| 12               | 12              | Zachary Taylor,         | 19 novembre 2009 | 78 260               | Taylor dollar             | 1849 – 1850     |
| 13               | 13              | Millard Fillmore,       | 18 février 2010  | 74 480               | Fillmore dollar           | 1850 – 1853     |
| 14               | 14              | Franklin Pierce,        | 20 mai 2010      | 76 580               | Pierce dollar             | 1853 – 1857     |
| 15               | 15              | James Buchanan,         | 19 août 2010     | 73 360               | Buchanan dollar           | 1857 – 1861     |
| 16               | 16              | Abraham Lincoln,        | 18 novembre 2010 | 97 020               | Lincoln dollar            | 1861 – 1865     |
| 17               | 17              | Andrew Johnson,         | 17 février 2011  | 72 660               | A. Johnson dollar         | 1865 – 1869     |
| 18               | 18              | Ulysses S. Grant,       | 19 mai 2011      | 76 020               | S. Grant dollar           | 1869 – 1877     |
| 19               | 19              | Rutherford B. Hayes,    | 18 août 2011     | 74 480               | B. Hayes dollar           | 1877 – 1881     |
| 20               | 20              | James Garfield,         | 17 novembre 2011 | 74 200               | A. Garfield dollar        | 1881            |
| 21               | 21              | Chester Arthur,         | 5 février 2012   | 10 080               | Arthur dollar             | 1881 – 1885     |
| 22               | 22              | Grover Cleveland,       | 25 mai 2012      | 9 520                | Cleveland dollar          | 1885 – 1889     |
| 23               | 23              | Benjamin Harrison,      | 16 août 2012     | 9 840                | Harrison dollar           | 1889 – 1893     |
| 24               | 24              | Grover Cleveland,       | 15 novembre 2012 | 14 600               | Cleveland dollar          | 1893 – 1897     |
| 25               | 25              | William McKinley,       | 19 février 2013  | 8 125,1              | McKinley dollar           | 1897 – 1901     |
| 26               | 26              | Theodore Roosevelt,     | 11 avril 2013    | 9 230,7              | Theodore Roosevelt dollar | 1901 – 1909     |
| 27               | 27              | William Howard Taft,    | 9 juillet 2013   | 8 120                | Taft dollar               | 1909 – 1913     |
| 28               | 28              | Woodrow Wilson,         | 17 octobre 2013  | 7 980                | Woodrow Wilson dollar     | 1913 – 1921     |
| 29               | 29              | Warren G. Harding,      | 6 février 2014   | 9 940                |                           | 1921 – 1923     |
| 30               | 30              | Calvin Coolidge,        | 10 avril 2014    | 8 260                |                           | 1923 – 1929     |
| 31               | 31              | Herbert Hoover,         | 19 juin 2014     | 8 260                |                           | 1929 – 1933     |
| 32               | 32              | Franklin D. Roosevelt,  | 28 août 2014     | 8 680                |                           | 1933 – 1945     |
| 33               | 33              | Harry S. Truman,        | 5 février 2015   | 8 260                |                           | 1945 – 1953     |
| 34               | 34              | Dwight D. Eisenhower,   | 13 avril 2015    | 8 540                |                           | 1953 – 1961     |
| 35               | 35              | John F. Kennedy,        | 18 juin 2015     | 10 360               |                           | 1961 – 1963     |
| 36               | 36              | Lyndon B. Johnson,      | 18 août 2015     | 12 040               |                           | 1963 – 1969     |
| 37               | 37              | Richard M. Nixon,       | 3 février 2016   | 10 000               |                           | 1969 – 1974     |
| 38               | 38              | Gerald R. Ford,         | 8 mars 2016      | 10 500               |                           | 1974 – 1977     |
| 39               | 40              | Ronald Reagan,          | 5 juillet 2016   | 13 020               |                           | 1981 – 1989     |
| 40               | 41              | George H. W. Bush,      | 4 décembre 2020  | 2 744,7              |                           | 1989 – 1993     |